# سنت چارلز (آیووا)
سنت چارلز (به انگلیسی: St. Charles) شهری در ایالت آیووا کشور ایالات متحده آمریکا است که جمعیت آن در سرشماری سال ۲۰۱۰ میلادی، ۶۵۳ نفر بوده‌است.